# The American Wolves
The American Wolves foi uma dupla de luta profissional que era formada por Davey Richards e Eddie Edwards. Eles foram campeões mundiais de duplas sete vezes, sendo cinco vezes campeões mundiais de duplas da TNA e duas vezes campeões mundiais de duplas da ROH.
Os dois começaram no grupo de Larry Sweeney, o Sweet N' Sour Inc., mas criaram uma dupla por conta própria. Além do sucesso como uma equipe, Richards e Edwards acaçaram várias conquistas individualmente, com Edwards sendo o primeiro campeão televisivo da ROH e o primeiro á completar a tríplice coroa da empresa depois de vencer o ROH World Championship, que depois Richards veio a conquistar. Eles foram originalmente gerenciados por Shane Hagdorn quando interpretaram vilões, mais depois eles o abandonaram e se tornaram mocinhos. Eles deixaram ROH em 2013, e estrearam em TNA em janeiro de 2014, conquistando o Campeonato Mundial de Duplas da TNA um mês depois.

## História

### WWE (2013)
Em 18 de novembro de 2013, Edwards e Richards começaram uma série de testes de uma semana com a WWE no Performance Center em Orlando, Flórida. Três dias depois, eles fizeram o sua estreia no NXT, perdendo para o campeões de duplas do NXT The Ascension (Konnor e Viktor) em uma luta sem os títulos em jogo, sendo anunciados como os "The American Pitbulls" e com os nomes de Derek Billington (Richards) e John Cahill (Edwards). Edwards e Richards foram liberados da WWE logo depois.

### Total Nonstop Action Wrestling (2014–2017)
Em 16 de janeiro de 2014, Edwards e Richards apareceram no primeiro dia de transmissão do Impact Wrestling: Genesis como os The Wolves. Como parte da sua história de estreia, eles revelaram que tinham assinado contratos com um novo investidor na TNA em um segmento nos bastidores com Dixie Carter, que mais tarde revelou-se ser MVP. Os The Wolves fizeram sua estreia no ringue em uma luta de trios no Impact Wrestling de 13 de fevereiro, junto com Samoa Joe contra os The BroMans (Jessie Godderz, Robbie E e DJ Zema Ion), os derrotando. Em 23 de fevereiro de 2014, Edwards e Richards venceram o TNA World Tag Team Championship ao derrotarem os então campeões Jessie Godderz e Robbie E em um evento ao vivo. Depois de um reinado de uma semana, os Wolves perderam seus títulos de volta para o Bromans no Wrestle-1 's Kaisen: Outbreak evento em Tóquio, no Japão em uma luta three-way, que também envolveu o Team 246 (Kaz Hayashi e Shuji Kondo). Em 27 de abril, no pay-per-view Sacrifice, os Wolves recuperaram o Campeonato Mundial de Duplas da TNA após derrotarem Robbie E, Godderz e DJ Z em uma luta handicap de dois contra três.

## Na luta profissional
- Movimentos de finalização
  - Elevated cutter[10]

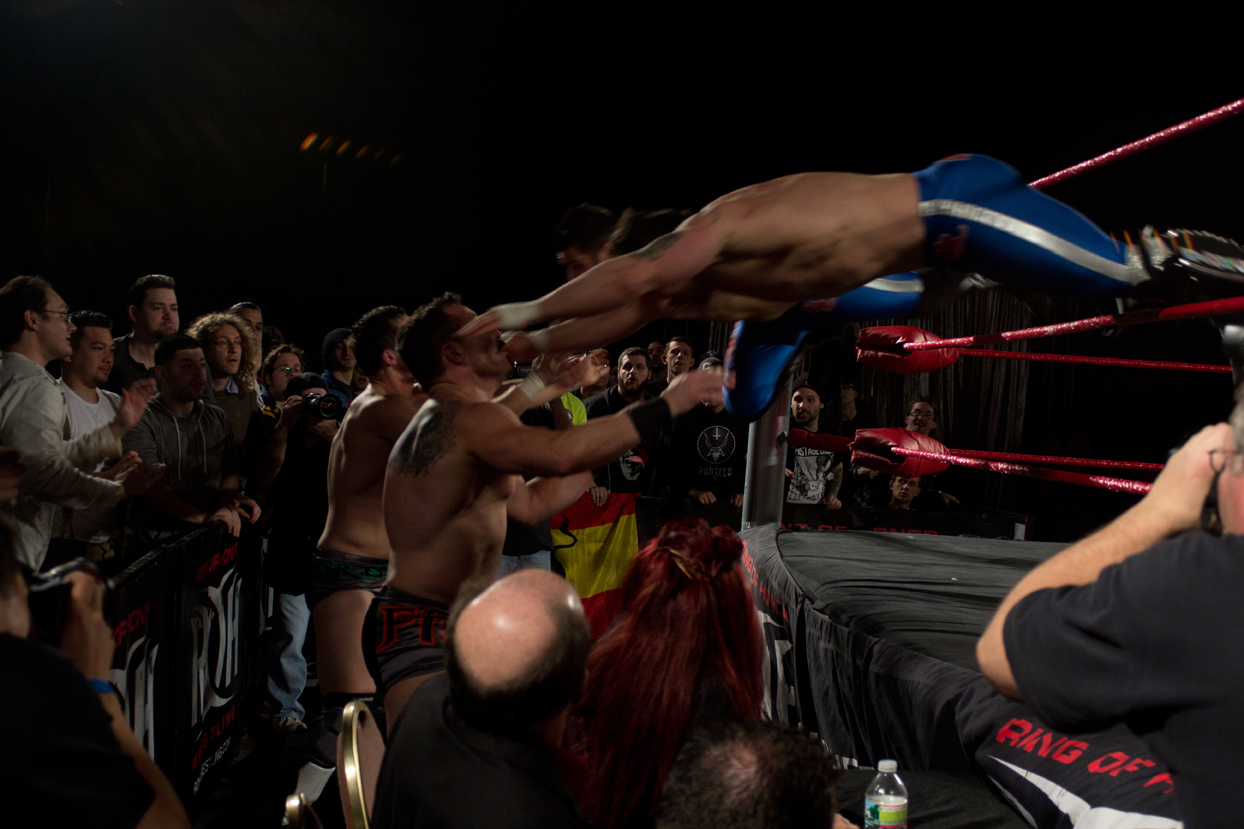
The Wolves aplicando um duplo suicide dive contra reDRagon.

  - Superkick (Edwards) em um German suplex (Richards)[11]
- Movimentos característicos
  - Pop-up (Edwards) em um chute de elevação na barriga do adversário (Richards)[12]
  - Combinação Powerbomb (Edwards) / Double knee backbreaker (Richards)[13]
- Gerentes
  - Larry Sweeney[14]
  - Sara Del Rey[15]
  - Shane Hagadorn[16]
  - MVP

## Campeonatos e prêmios
- Pro Wrestling Illustrated

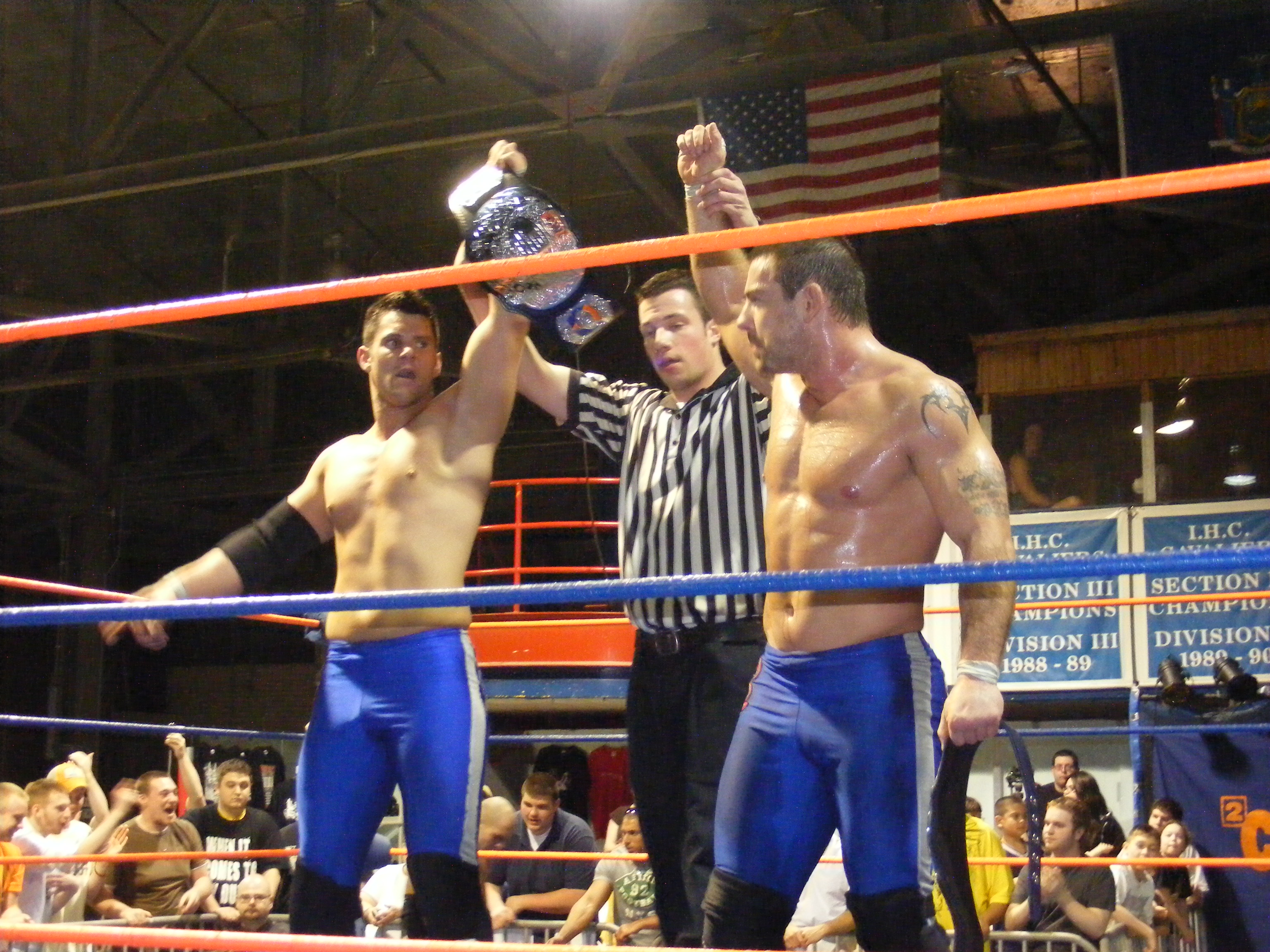
Edwards e Richards como campeões de duplas da 2CW.

  - PWI classificou Edwards em #37 dos 500 melhores lutadores individuais na PWI 500 em 2010[17]
  - PWI classificou Richards #32 dos 500 melhores lutadores individuais na PWI 500 em 2010[17]
- Ring of Honor
  - ROH World Championship (2 vezes) – Edwards (1),[18] Richards (1)[19]
  - ROH World Tag Team Championship (2 vezes)[20][21]
  - ROH World Television Championship (1 vez) – Edwards[22]
  - Survival of the Fittest (2010) – Edwards[23]
- Squared Circle Wrestling
  - 2CW Tag Team Championship (1 vez)[24]
- Total Nonstop Action Wrestling
  - TNA World Tag Team Championship (5 vezes)[7]
- Wrestling Observer Newsletter
  - Dupla do ano (2009)[25]